# Georges Colomb

Bischofswappen von Georges Colomb

Georges Colomb MEP (* 15. Juni 1953 in Saint-Anthème, Département Puy-de-Dôme, Frankreich) ist ein französischer Ordensgeistlicher und römisch-katholischer Bischof von La Rochelle.

## Leben
Georges Colomb trat der Ordensgemeinschaft der Gesellschaft des Pariser Missionsseminars bei und empfing am 13. September 1987 das Sakrament der Priesterweihe. Von 2010 bis 2016 war Georges Colomb Generalsuperior der Gesellschaft des Pariser Missionsseminars.
Am 9. März 2016 ernannte ihn Papst Franziskus zum Bischof von La Rochelle. Der Erzbischof von Paris, André Kardinal Vingt-Trois, spendete ihm am 5. Mai desselben Jahres die Bischofsweihe. Mitkonsekratoren waren der Erzbischof von Poitiers, Pascal Wintzer, und der Apostolische Vikar von Phnom-Penh, Olivier Schmitthaeusler MEP.
Nachdem im Mai 2023 von der Pariser Staatsanwaltschaft Ermittlungen gegen Colomb wegen des Vorwurfs der sexuellen Nötigung in einem Fall aus dem Jahr 2013 eingeleitet worden waren, bot dieser dem Papst den Rückzug von den Amtsgeschäften bis zur Klärung der Vorwürfe an. Papst Franziskus ernannte daraufhin am 22. Juni desselben Jahres den Bischof von Luçon, François Jacolin, zum Apostolischen Administrator sede plena von La Rochelle, womit Colombs Jurisdiktion über das Bistum bis auf weiteres ausgesetzt ist. Am 19. August 2025 stellte ihm Papst Leo XIV. mit Pierre-Antoine Bozo anstelle des Administrators einen Koadjutorbischof zur Seite.